# Resolució 303 del Consell de Seguretat de les Nacions Unides
La Resolució 303 del Consell de Seguretat de les Nacions Unides, aprovada el 6 de desembre de 1971, després de la falta d'unanimitat en les reunions 1606a i 1607a del Consell l'impedia exercir la seva responsabilitat primària, el Consell va decidir remetre la pregunta a l'Assemblea General de les Nacions Unides.
Les reunions al Consell van ser cridades després d'un deteriorament de les relacions entre l'Índia i Pakistan sobre una sèrie d'incidents, inclòs Jammu i Caixmir, i les disputes addicionals a Pakistan Oriental. Addicionalment, el Grup d'Observadors Militars de les Nacions Unides a Índia i Pakistan va denunciar violacions a ambdós costats de l'Acord de Karachi de 1949.
La resolució va ser aprovada per 11 vots contra cap, mentre que França, la República Popular de Polònia, la Unió Soviètica i el Regne Unit es van abstenir.